# Euphorbia caperonioides
Euphorbia caperonioides är en törelväxtart som beskrevs av Robert Allen Dyer och P.G.Mey.. Euphorbia caperonioides ingår i släktet törlar, och familjen törelväxter.
Artens utbredningsområde är Namibia. Inga underarter finns listade i Catalogue of Life.